# Murgon
Murgon är en ort i Australien. Den ligger i kommunen South Burnett och delstaten Queensland, omkring 170 kilometer nordväst om delstatshuvudstaden Brisbane. Murgon ligger 317 meter över havet och antalet invånare är 2 131.
Runt Murgon är det mycket glesbefolkat, med 7 invånare per kvadratkilometer.. Murgon är det största samhället i trakten.
I omgivningarna runt Murgon växer huvudsakligen savannskog. Genomsnittlig årsnederbörd är 951 millimeter. Den regnigaste månaden är mars, med i genomsnitt 168 mm nederbörd, och den torraste är augusti, med 27 mm nederbörd.